# Ruperta
Ruperta je žensko osebno ime.

## Izvor imena
Ime Ruperta je ženska oblika moškega osebnega imena Rupert.

## Pogostost imena
Po podatkih Statističnega urada Republike Slovenije na dan 31. decembra 2007 v Sloveniji ni bilo ženskih oseb z imenom Ruperta ali pa je bilo število nosilk tega imena manjše od 5.

## Osebni praznik
Osebe z imenom Ruperta lahko godujejo takrat kot osebe z imenom Rupert.